# Olga Bryzgina
Olga Bryzgina (Krasnokamsk, 30 de junho de 1963) é uma ex-atleta soviética, multicampeã olímpica e mundial dos 400 metros rasos. Nos Jogos Olímpicos foi campeã representando a União Soviética e a Equipe Unificada da Comunidade dos Estados Independentes (CEI).
Teve seu primeiro grande sucesso internacional conquistando o ouro nos 400 m do Campeonato Mundial de Atletismo de 1987, em Roma. Em Seul 1988, ela ganhou duas medalhas de ouro, nesta mesma prova e no revezamento 4X400 m, quando a equipe da URSS, formada por ela, Tatyana Ledovskaya, Olga Nazarova e Mariya Pinigina, estabeleceu o recorde olímpico e mundial de 3m15s17, ainda existente até 2012.
Três anos depois, no Mundial de 1991, em Tóquio, ela foi novamente campeã mundial, desta vez integrando o revezamento e conquistando a medalha de prata nos 400 m individuais. Em Barcelona 1992, com o esfacelamento da União Soviética e sua divisão nas antigas repúblicas, Olga - que a partir de 1991 passou a competir pela Ucrânia - integrou a equipe da Comunidade dos Estados Independentes, que englobava todas as nações recém-autonômas da antiga URSS, competindo como Equipe Unificada. Pela CEI, naqueles Jogos ela conquistou sua terceira medalha de ouro olímpica, no 4X400 m e mais uma de prata, nos 400m. Esta foi sua última competição internacional de vulto e ela retirou-se das pistas pouco tempo depois.
Bryzgina é casada com outro campeão olímpico, Viktor Bryzhin, integrante do revezamento 4X100 m da URSS campeão em Seul 1988. Eles tem uma filha, Elizaveta Bryzhina, também uma atleta de sucesso internacional competindo pela Ucrânia, campeã europeia e medalhista de bronze em Londres 2012, no revezamento 4x100m como o pai.